# Stanisław Julian Ignacy Ostroróg

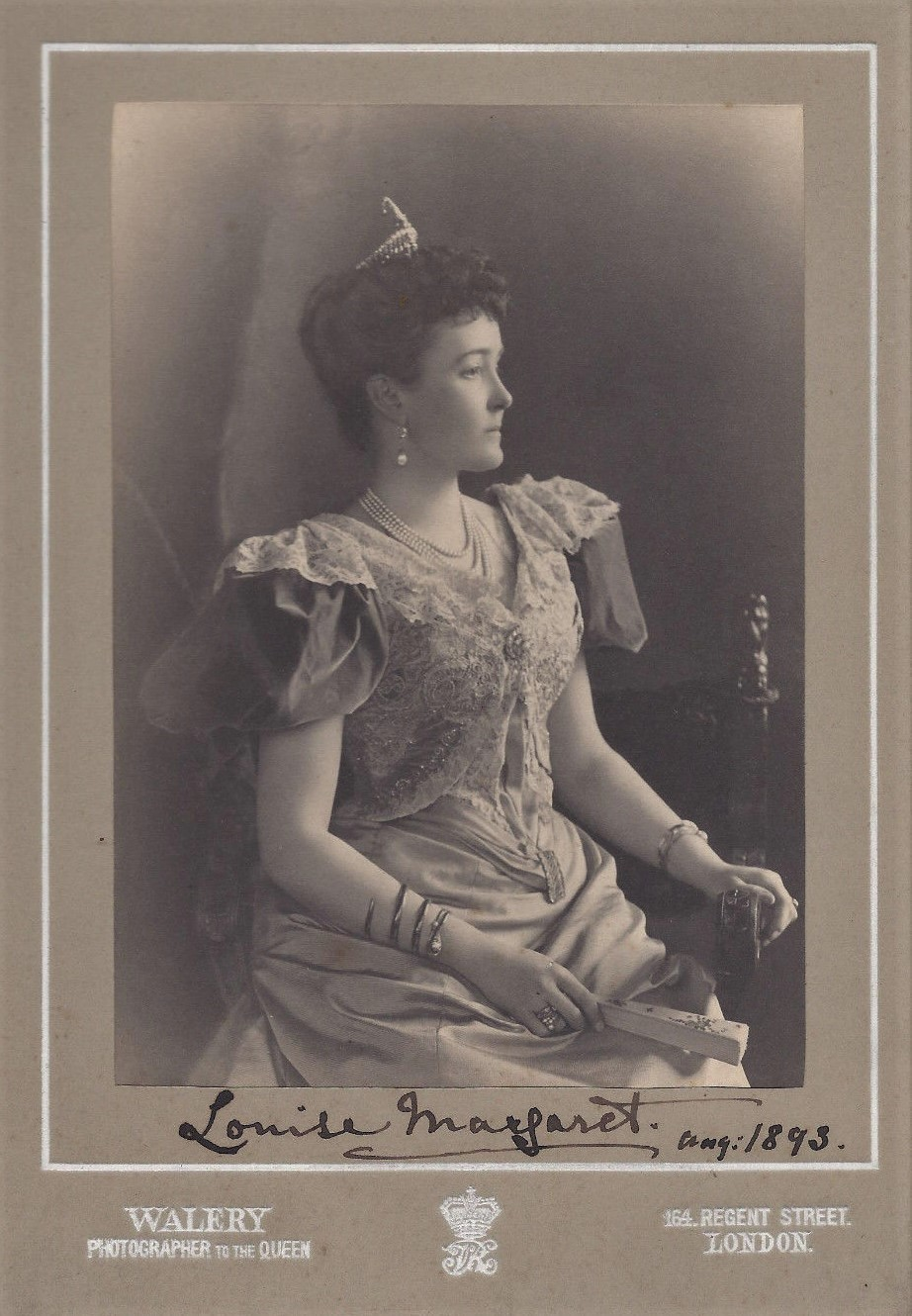
X. Louisa Margarethe z Prus, 1893

Stanisław Julian Ignacy Ostroróg (ur. 12 września 1863, zm. 22 lutego 1929) – polski fotograf działający najpierw w Londynie, a potem w Paryżu pod pseudonimem „Walery”, który przejął po ojcu oraz „Lucien Waléry” lub „Laryew".

## Życiorys
Pochodził z rodziny emigrantów, był najstarszym synem Stanisława hr. Ostroroga i Teodozji Walerii Gwozdeckiej, nieślubnej córki artystki baletu Teodozji Gwozdeckiej i prezesa Warszawskich teatrów Rządowych Ignacego Abramowicza. Jego młodszy brat, Leon, był znanym prawnikiem długo osiadłym w Stambule.
Zaniechał z kariery wojskowej w Armii Brytyjskiej i zwiedził Meksyk i Afrykę Południową. U zajmującego się fotografią ojca zaczął uczyć się techniki fotografowania. Ojciec jego był zaprzyjaźniony z Francuzem Nadarem i wysłał syna na staż do Paryża. Potem pracował z nim w ojca zakładzie fotograficznym na Regent Street w Londynie, który następnie odziedziczył w 1890 roku po nagłej śmierci ojca. Zawiązał spółkę z Alfredem Ellisem i przeniósł zakład na 51 Baker Street, prowadząc go do 1908 roku pod nazwą Alfred Ellis & Walery.  Następnie przeniósł się do Paryża, gdzie przy rue de Londres 9bis (dawne lokum ojca z lat 1870) otworzył ponownie zakład fotograficzny zajmujący się wykonywaniem portretów tamtejszych artystów i wydawał pocztówki z ich podobiznami.
W latach 20. XX wieku zaczął zajmować się fotografią artystyczną, eksperymentował z postacią modelki, całkowicie zarzucając kwestię tła i rekwizytów. Posługiwał się w tym okresie pseudonimem „Laryew”, pod nim wydał też album zawierający 100 heliograwiur zatytułowany Nus - Cent Photographies Originales. Największe uznanie przyniosła mu seria fotografii Josephine Baker, które wydano w 1926 roku (w dzisiejszych czasach niektóre z tych zdjęć bywają interpretowane jako rasistowskie lub wykorzystywanie kobiet).

## Życie prywatne
W 1897 Ostroróg ożenił się z Joyce Audrey Rede Fowke (1877-1930), wnuczką sir Henry’ego Cole’a, na Chelsea. Mieli czworo dzieci, Francis, Stanislaus John, Joyce i Sally. Jego bratanek, Stanislas Ostroróg, syn Leona, był francuskim dyplomatą.
Ostroróg zmarł 24 lutego 1929 roku w Paryżu. Został pochowany tamże.

### NibyWalery

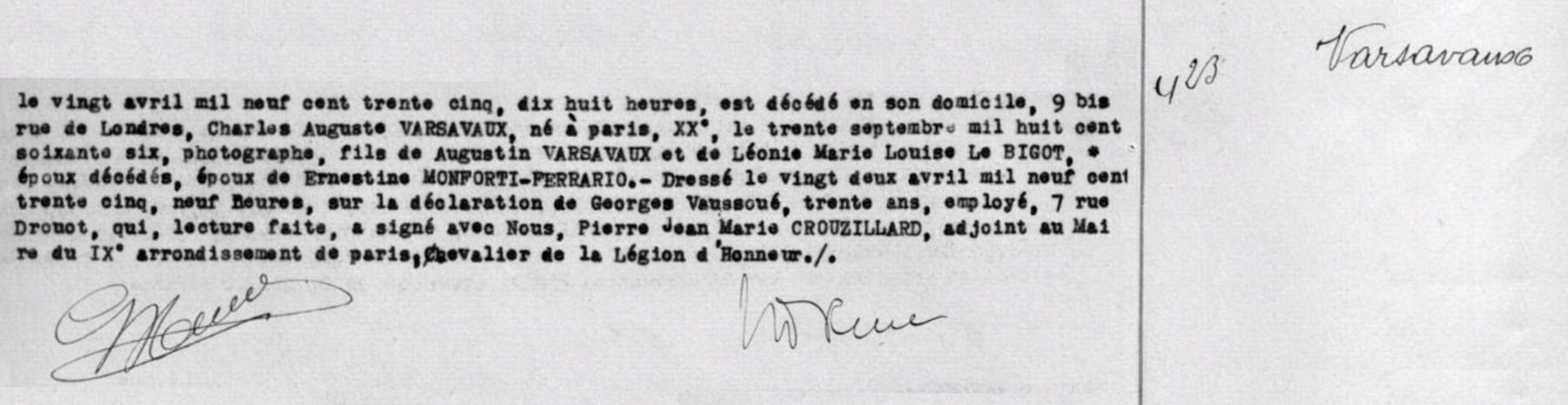
Akt zgonu Charles Auguste Varsavaux (1866-1935)

Po śmierci Ostroroga, zakład jego na rue de Londres 9bis w Paryżu został przejęty przez francuskiego fotografa, Charles’a Auguste’a Varsavaux (1866-1935), który używał pseudonimu Lucien Waléry i Walery. Można twierdzić, iż Varsavaux skorzystał, lub podszywał się pod bardziej znanego od siebie autora, Ostroroga. Stąd pochodzi zamieszanie w atrybucjach do prawdziwego Walerego i w jego datach.

## Galeria

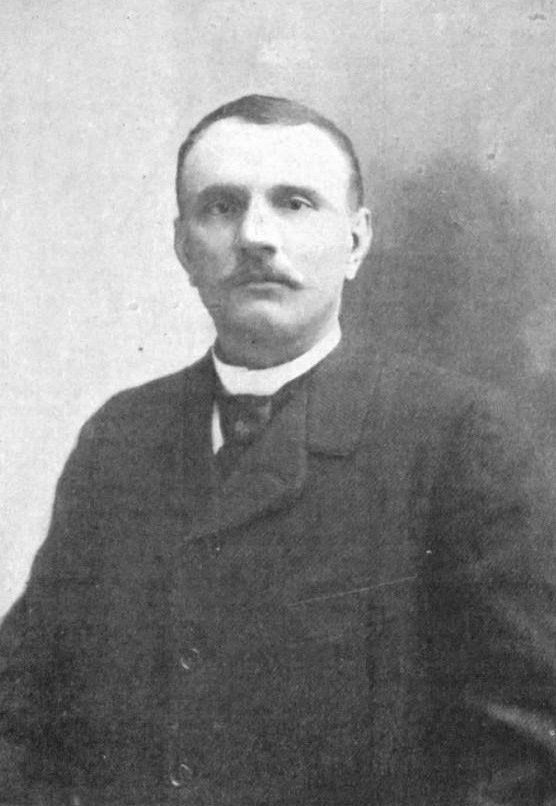
Henri Galli, 1893
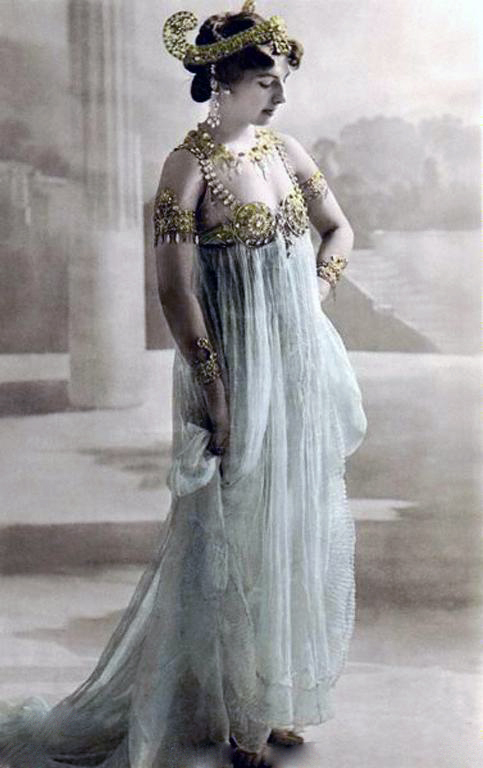
Mata Hari
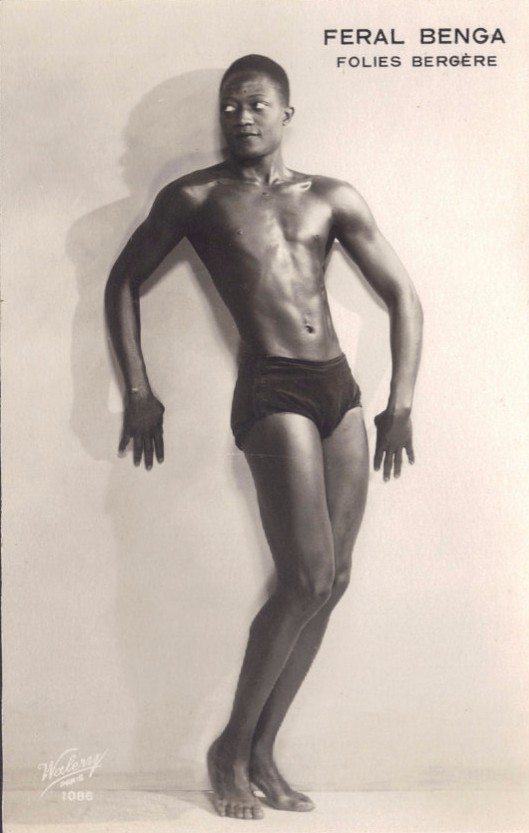
Pocztówka Feral Benga z Folies Bergère
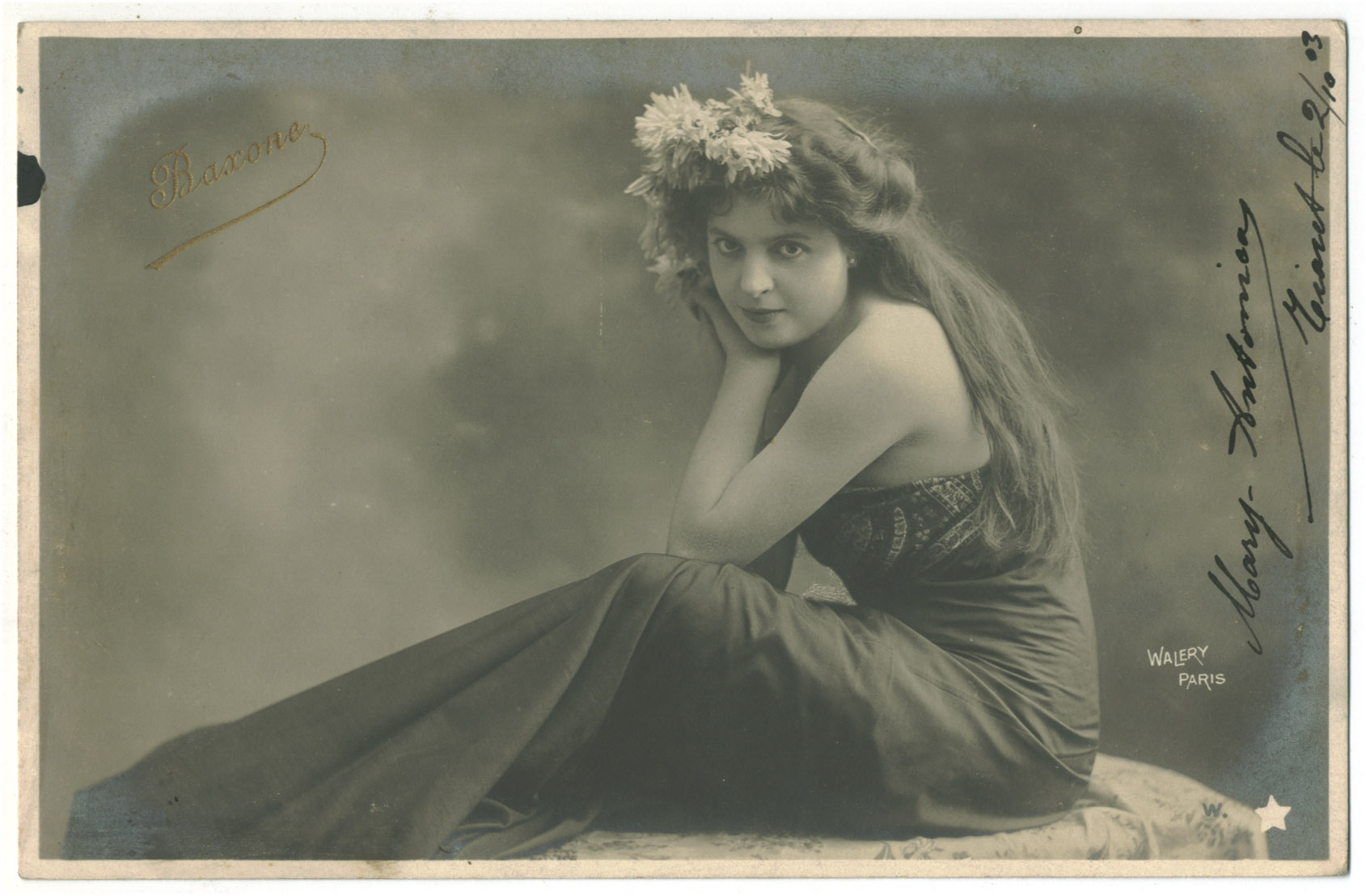
Ellen W Étoile Baxone
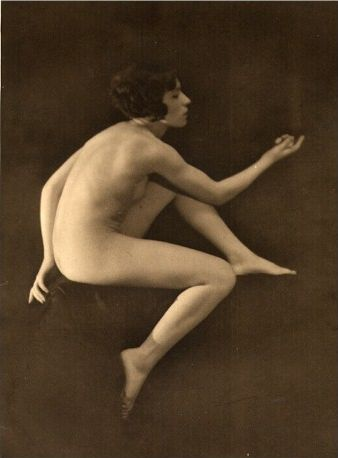
Dziewczyna z Folies Bergère, 1920
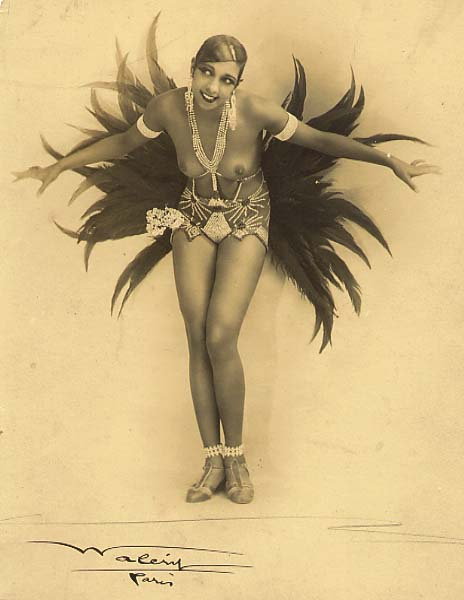
Josephine Baker ok. 1928
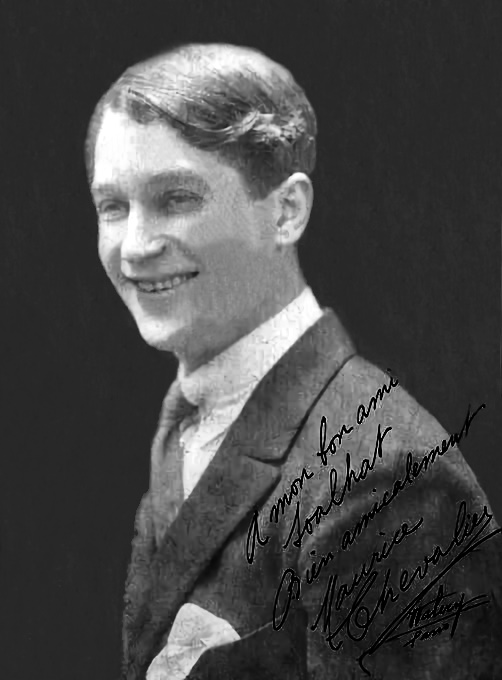
Maurice Chevalier, 1925